# 日本組織移植学会
日本組織移植学会（にほんそしきいしょくがっかいがっかい、英称: Japanese Society of Tissue Transplantation、略称:JSTT）は、移植医療のなかで、臓器移植法では触れられていない、組織提供のありかたや組織移植についてのルール作り、ガイドライン、あるいは倫理的諸問題について広く社会に向けて発信することを目的として設立された学術団体で2000年に設立された。2003年より、コーディネーター育成のため、組織バンク認定コーディネータ－制度を立ち上げ、同時に品質管理、透明性の高いバンクの運営を示した、組織バンク運営基準を提示するとともに認定組織制度を構築した。事務局を東京都港区芝に置いている。

## 事業
- 組織移植に関する医学的ならびに社会的研究を行い、組織移植の進歩、発展に寄与することを目的とする。このため、年一回の学術集会の開催、組織移植に関連した事項の調査および研究、関連機関との連携および協力、東日本および西日本組織移植ネットワーク事業の支援と相互間の調整などの授業を行っている。
- 学術集会は、学会形式で年一回となっている。第1回は2002年8月に会長：山本保博（日本医科大学高度救命救急センター教授）により東京ガーデンパレス（文京区）にて、第2回は2003年に会長：大北裕（神戸大学大学院呼吸循環器外科学教授）により、第3回は2004年に会長：糸満盛憲（北里大学医学部整形外科学教授）により横浜シンポジア（横浜市）にて、第4回は2005年に会長：坂田育弘（近畿大学医学部救急医学教授）によりスイスホテル南海大阪（大阪市）にて、第5回は2006年に会長：岡田芳明（防衛医科大学救急部教授）によりスクワール麹町（千代田区）、第6回は2007年月に会長：中谷武嗣（国立循環器病研究センター臓器移植部長）により千里阪急ホテル（大阪府）、第7回は2008年に会長：浅井康文（札幌医科大学医学部救急・集中治療医学講座教授）によりホテルライフォート札幌（札幌市）にて、第8回は2009年8月に会長：高木眞一（三井記念病院）により東京大学本郷キャンパス山上会館（文京区）、第9回は2010年8月に会長：後藤満一（福島県立医科大学教授）によりコラッセ福島（福島市）、第10回は2011年8月に会長：田中秀治（国士舘大学大学院教授）により京王プラザホテル新宿（新宿区）、第11回は2012年8月に会長：篠崎尚史（東京歯科大学市川総合病院角膜センター長）により東京ドームホテル（文京区）、第12回は2013年8月に会長：斎藤大蔵（防衛医科大学校教授）によりラフレさいたま（さいたま市）、第13回は2014年8月に会長：蜂谷裕道（はちや整形外科病院院長）により長良川国際会議場（岐阜県）で第15回アジア太平洋外科組織保存学会（The 15th Asia Pacific Association of Surgical Tissue Banking）と合同開催された。第14回は2015年8月29日に会長:塩野茂（大阪府立中垣内救命救急センター所長）によりシティプラザ大阪（大阪市)にて開催された。第15回は2016年8月26日-28日に会長：奥寺敬（富山大学教授）により富山国際会議場（富山市）にて、第16回は2017年に会長：木下茂（京都府立医科大学特任講座教授）にて開催予定である。

## 機関誌
- 日本組織移植学会雑誌　Journal of Japanese Society of Tissue Transplantation （ISSN 1347-6491）

## プロジェクト
- 組織バンク認定コーディネータ－制度